# Mistrzostwa Europy w Lekkoatletyce 2012 – sztafeta 4 × 100 m kobiet
Sztafeta 4 × 100 metrów kobiet – jedna z konkurencji rozegranych podczas lekkoatletycznych mistrzostw Europy na Stadionie Olimpijskim w Helsinkach.

## Terminarz
| Data       | Godzina |            |
| ---------- | ------- | ---------- |
| 30 czerwca | 13:05   | Eliminacje |
| 1 lipca    | 17:05   | Finał      |

## Rezultaty

### Eliminacje
| Poz. | Tor | Reprezentacja | Zawodniczki     | Czas                                                                                | Uwagi |       |
| ---- | --- | ------------- | --------------- | ----------------------------------------------------------------------------------- | ----- | ----- |
| 1    | 1   | 2             | Ukraina         | Ołesia Powch, Natalija Pohrebniak, Marija Riemień, Wiktorija Piataczenko            | 42.70 | Q     |
| 2    | 2   | 8             | Niemcy          | Leena Günther, Anne Cibis, Tatjana Pinto, Verena Sailer                             | 43.03 | Q, SB |
| 3    | 1   | 3             | Francja         | Carima Louami, Ayodele Ikuesan, Jennifer Galais, Christine Arron                    | 43.12 | Q, SB |
| 4    | 1   | 6             | Polska          | Marika Popowicz, Daria Korczyńska, Marta Jeschke, Ewelina Ptak                      | 43.13 | Q, SB |
| 5    | 1   | 4             | Szwajcaria      | Michelle Cueni, Jacqueline Gasser, Ellen Sprunger, Léa Sprunger                     | 43.51 | q, NR |
| 6    | 2   | 7             | Rosja           | Jewgienija Polakowa, Jewgienija Kuzina, Jekaterina Woronenkowa, Olga Bełkina        | 43.62 | Q, SB |
| 7    | 1   | 5             | Białoruś        | Volha Astashka, Katsiaryna Hanchar, Elena Danilyuk-Nevmerzhytskaya, Julija Bałykina | 43.69 | q     |
| 8    | 2   | 3             | Holandia        | Esther Akihary, Marit Dopheide, Eva Lubbers, Kadene Vassell                         | 43.80 | Q     |
| 9    | 2   | 1             | Belgia          | Olivia Borlée, Hanna Mariën, Hanne Claes, Anne Zagré                                | 43.81 | SB    |
| 10   | 2   | 5             | Włochy          | Gloria Hooper, Audrey Alloh, Martina Amidei, Ilenia Draisci                         | 43.90 | SB    |
| 11   | 1   | 7             | Słowenia        | Alja Sitar, Sara Strajnar, Kristina Žumer, Merlene Ottey                            | 44.28 | SB    |
| 12   | 2   | 4             | Finlandia       | Maria Räsänen, Noora Hämäläinen, Minna Laukka, Hanna-Maari Latvala                  | 44.65 | SB    |
| 13   | 1   | 8             | Bułgaria        | Gabriela Laleva, Tezdżan Naimowa, Karin Okoliye, Vaia Vladeva                       | 45.25 |       |
| 14   | 1   | 1             | Hiszpania       | Belén Recio, Plácida Martínez, Alazne Furundarena, Sara María Santiago              | 45.47 |       |
|      | 2   | 6             | Wielka Brytania | Anyika Onuora, Montell Douglas, Hayley Jones, Ashlee Nelson                         | DQ    |       |
|      | 2   | 2             | Szwecja         | Julia Skugge, Erica Jarder, Freja Jernstig, Lena Berntsson                          | DQ    |       |

### Finał

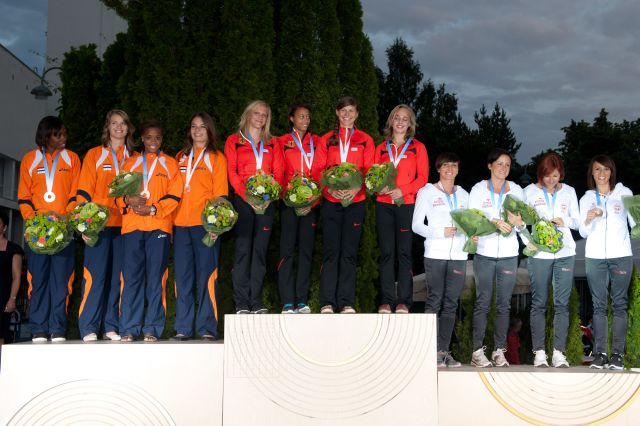
Medalistki biegu sztafetowego 4x100 metrów na podium

| Poz. | Tor | Reprezentacja | Zawodniczki                                                                         | Czas  | Uwagi |
| ---- | --- | ------------- | ----------------------------------------------------------------------------------- | ----- | ----- |
|      | 6   | Niemcy        | Leena Günther, Anne Cibis, Tatjana Pinto, Verena Sailer                             | 42.51 | EL    |
|      | 7   | Holandia      | Kadene Vassell, Dafne Schippers, Eva Lubbers, Jamile Samuel                         | 42.80 | NR    |
|      | 8   | Polska        | Marika Popowicz, Daria Korczyńska, Marta Jeschke, Ewelina Ptak                      | 43.06 |       |
| 4    | 4   | Rosja         | Jewgienija Polakowa, Jewgienija Kuzina, Jekaterina Woronenkowa, Olga Bełkina        | 43.37 |       |
| 5    | 3   | Francja       | Carima Louami, Ayodele Ikuesan, Lina Jacques-Sébastien, Christine Arron             | 43.44 |       |
| 6    | 1   | Szwajcaria    | Michelle Cueni, Jacqueline Gasser, Ellen Sprunger, Léa Sprunger                     | 43.61 |       |
| 7    | 2   | Białoruś      | Volha Astashka, Katsiaryna Hanchar, Elena Danilyuk-Nevmerzhytskaya, Yuliya Balykina | 44.06 |       |
| 08 ! | 5   | Ukraina       | Ołesia Powch, Natalija Pohrebniak, Marija Riemień, Wiktorija Piataczenko            | DNF   |       |